# غابرييلا كاريو
غابرييلا كاريلو (بالإسبانية: Gabriela Carrillo)‏ وهي ممثلة وعارضة أزياء مكسيكية ولدت في يوم 6 أغسطس 1988 في مدينة تيابا في ولاية تاباسكو في المكسيك. مثلت في عدة مسلسلات مكسيكية منها مسلسل خطيئتي، التي تعرض على قناة أبو ظبي الفضائية.

## روابط خارجية
- غابرييلا كاريو على موقع IMDb (الإنجليزية)